# یوهان تیشبین
یوهان هاینریش ویلهلم تیشبین متعلق به خانواده‌ای از نقاشان از جمله یوهان هاینریش تیشبین (۱۷۲۲–۱۷۸۹) و عمویش یوهان جاکوب تیشبین بود. (۱۷۲۵–۱۷۹۱).

## زندگی‌نامه
یوهان هاینریش نام مستعار خود را به نام گوته تیشبین تغییر داد به این دلیل که شهرتش را مدیون نقاشی معروفش که چهره نویسنده گوته است که در سال ۱۷۸۷ در رم کشیده شد می‌دانست، گوته در حومه روم. این نقاشی اکنون در فرانکفورت آم ماین در موزه اشتادل نگهداری می‌شود.
در فرانسه، موزه ملی کاخ ورسای و تریانون‌ها، پرتره او از ژنرال کریستین-فردریک-داگوبرت، کنت والدنر فرویدشتاین را که در سال ۱۷۶۱ کشیده شده نگه می‌دارد (نقاشی دارای تاریخ و امضا). این اثر از والدنر فرویدشتاین در سال ۱۸۴۰ به دست آمد. موزه فابر در مونپلیه همچنین نقشه آماده‌سازی پرتره معروف گوته را که در سال ۱۸۳۷ توسط فرانسوا خاویر فابر، بنیانگذار موزه به ارث گذاشته شده‌است، نگهداری می‌کند.

## نگارخانه

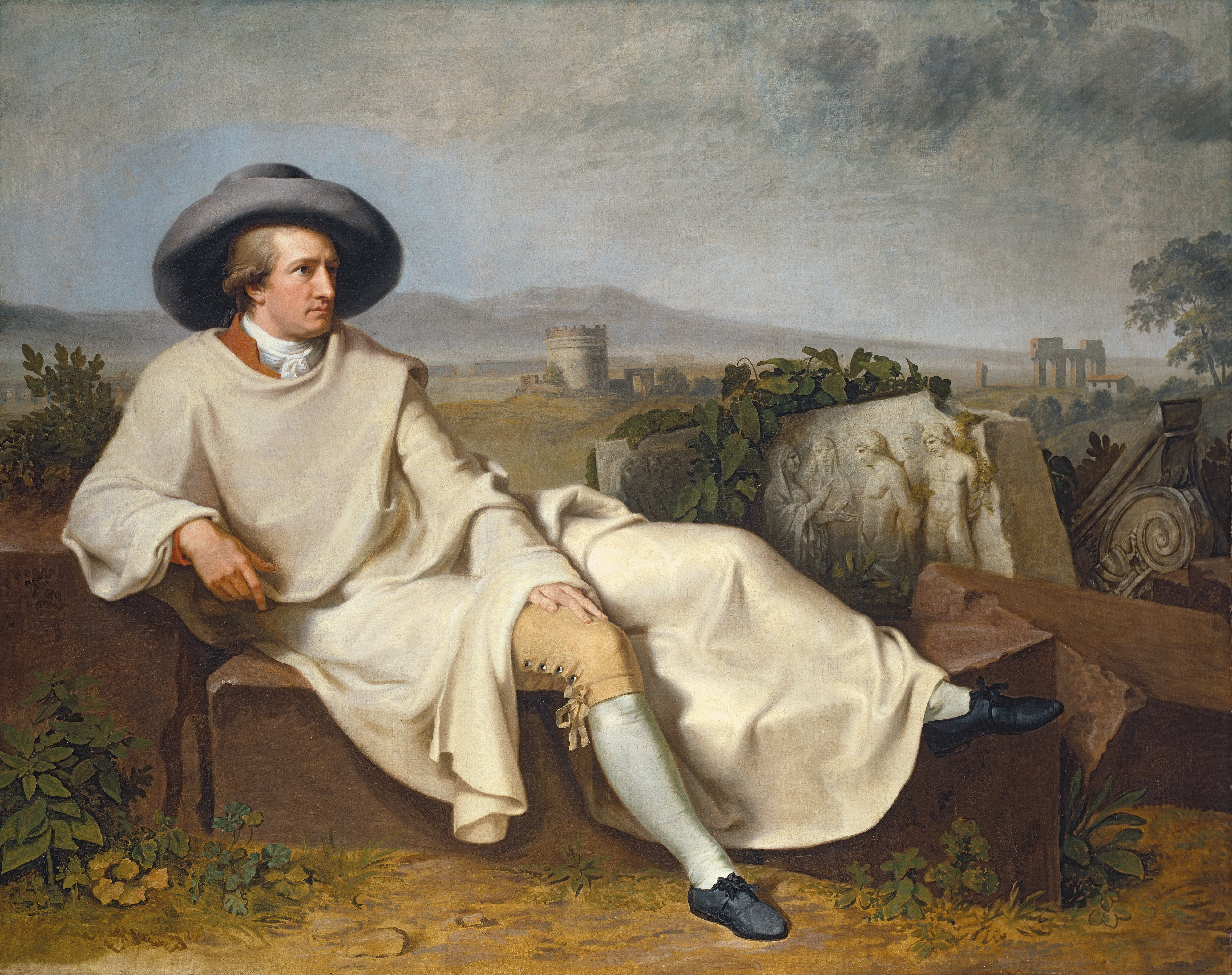
معروف‌ترین نقاشی تیشبین: گوته در حومه روم
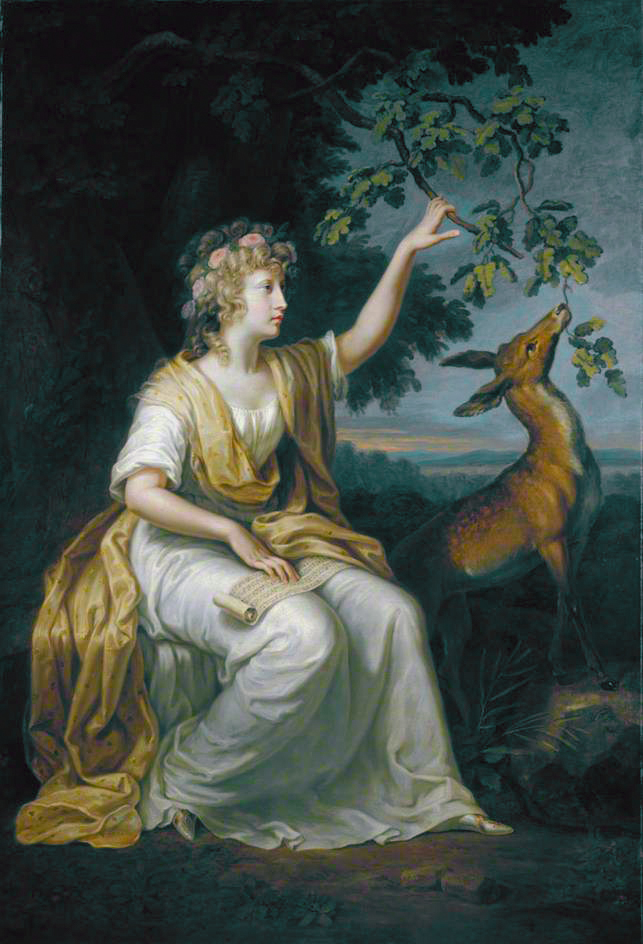
پرتره بانو شارلوت کمپبل
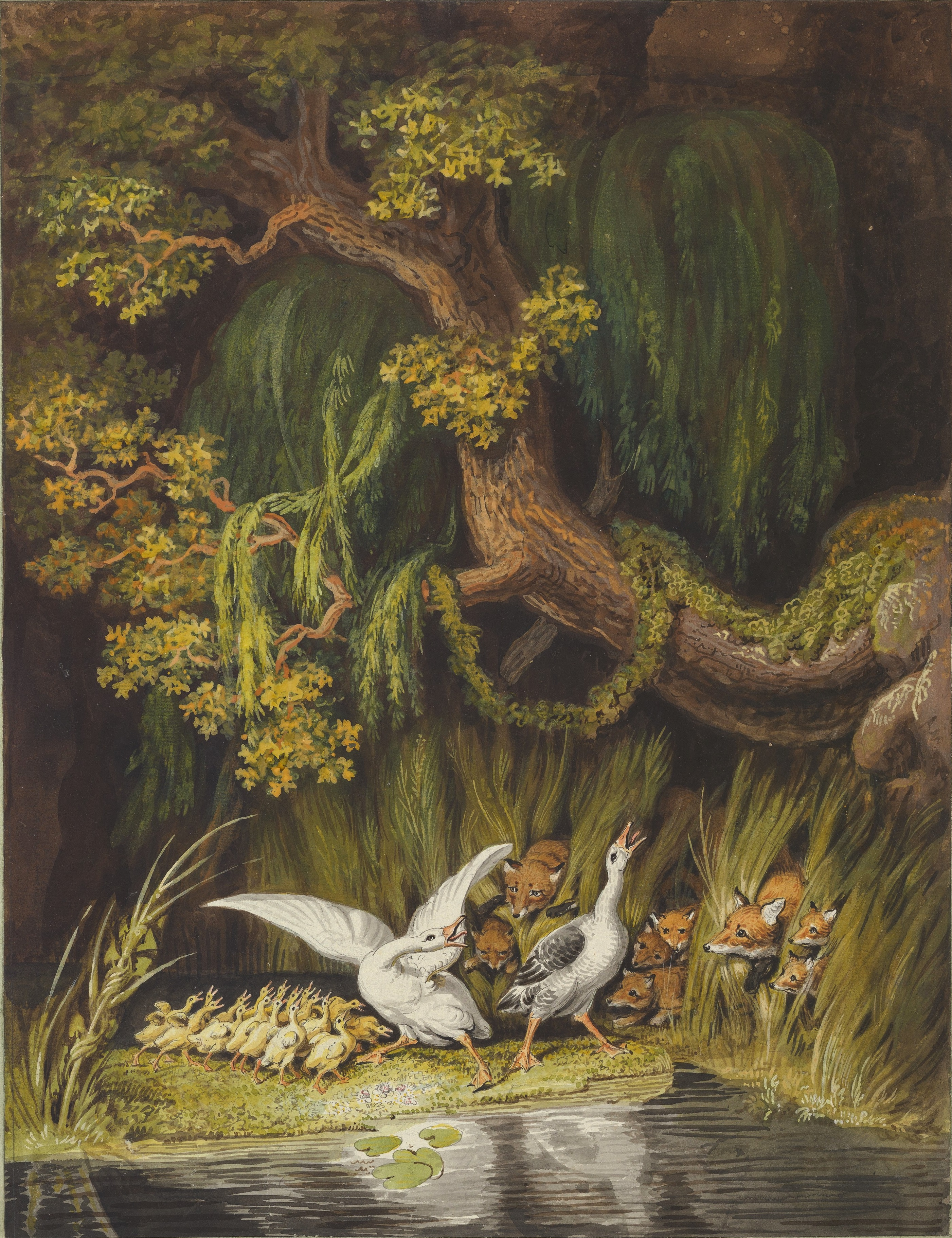
خانواده اردک و خانواده روباه
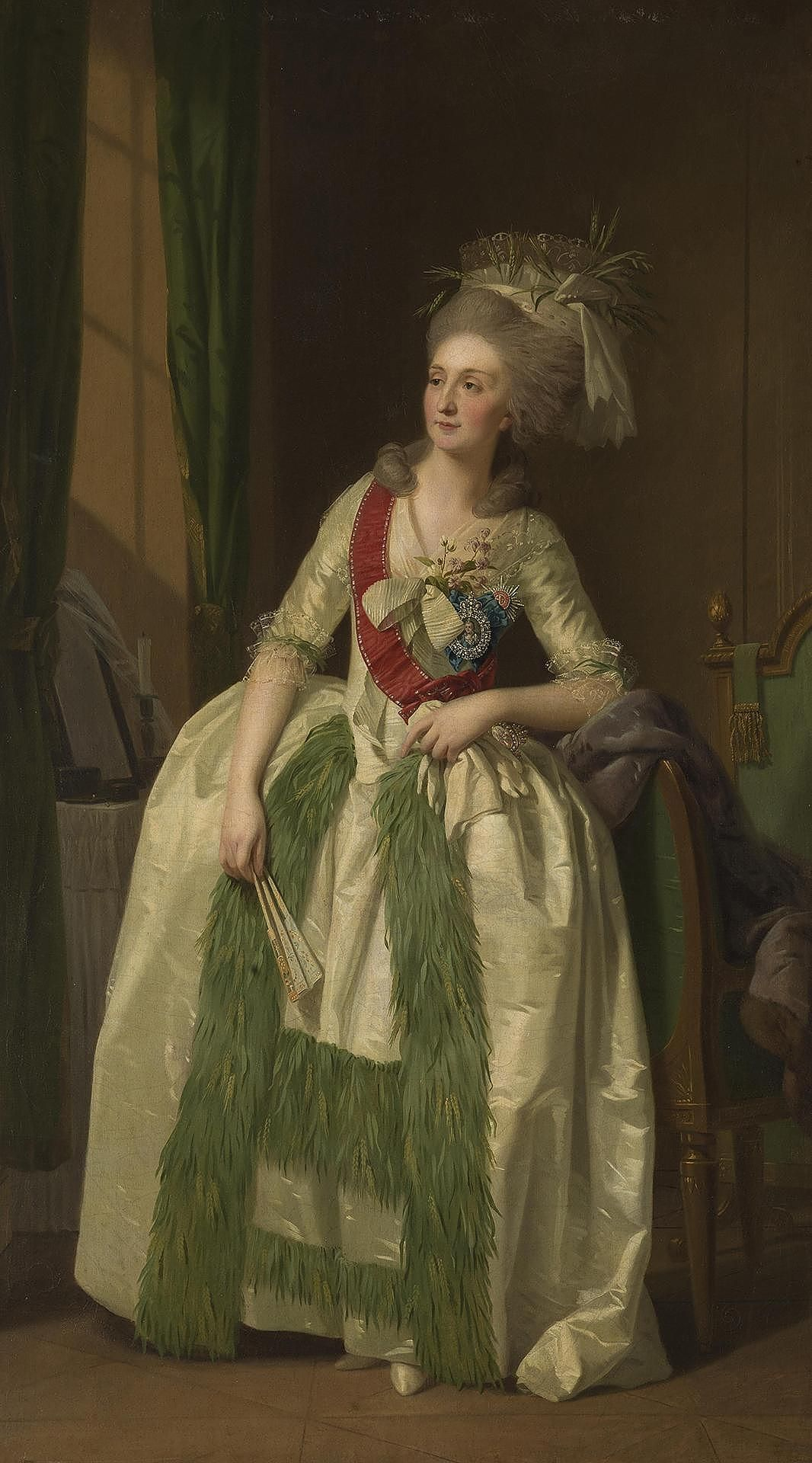
دوشس ناتالیا سالتیکوا
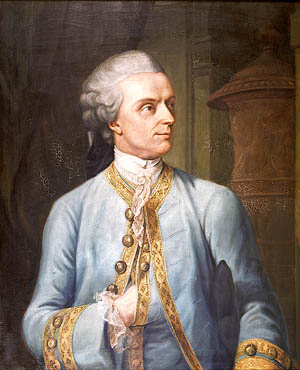
کریستین گوتلوب هاینه
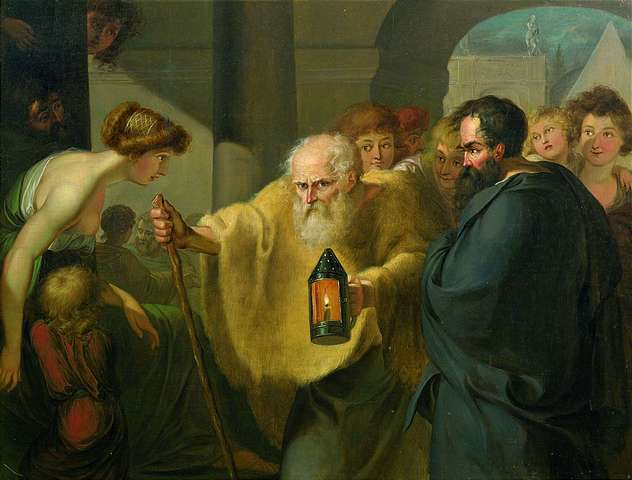
دیوژن در جستجوی مردی صادق است
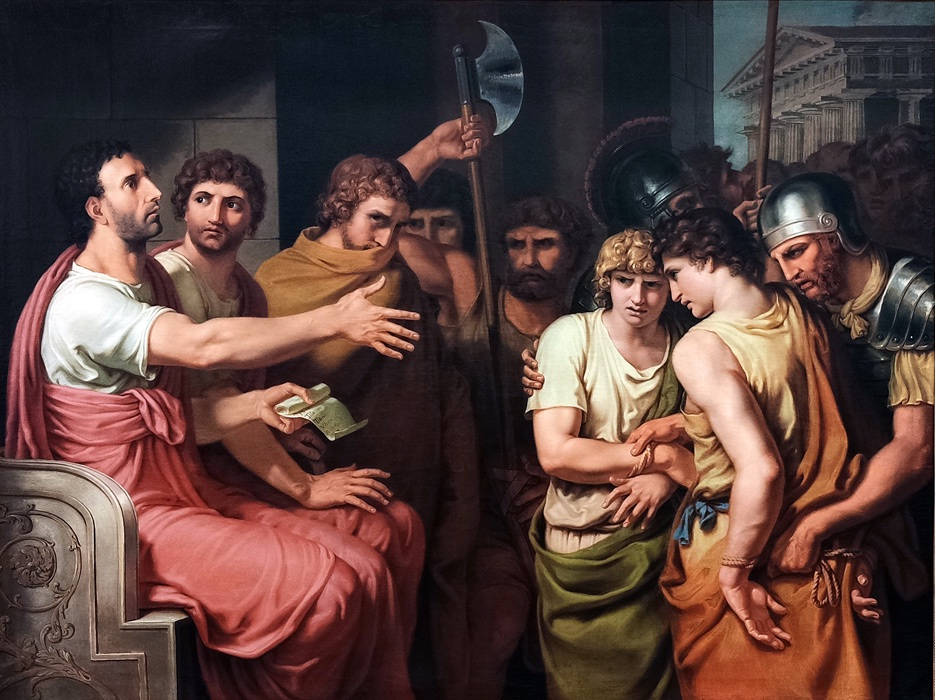
لوکیوس یونیوس بروتوس، نخستین کنسول و بانی جمهوری روم، نام دو پسرش را در نامه‌های توطئه‌گران می‌یابد و فرمان به اعدام آنان می‌دهد. (۱۸۰۰)